# NHK 오쓰 방송국

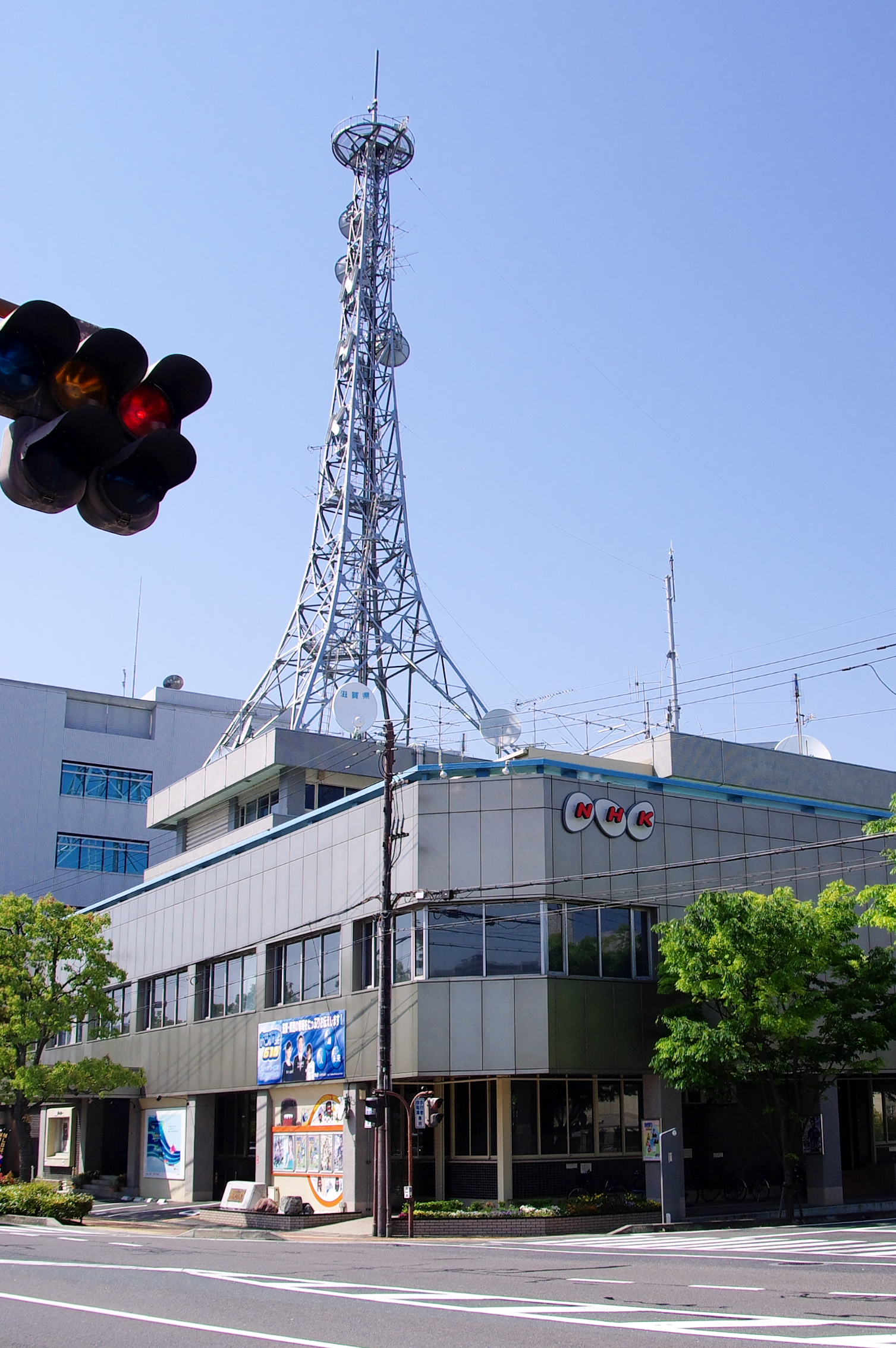
NHK 오쓰 방송국

NHK 오쓰 방송국(大津 放送局)은 시가현을 방송구역으로 하는 NHK의 지역방송국이며 중파·FM라디오·텔레비전 방송을 담당하고 있다.

## 연혁
- 1941년 오사카 중앙 방송국 오쓰 출장소 개설
- 1948년 오사카 중앙 방송국 오쓰 지국으로 개칭
- 1951년 오쓰 방송국으로 개칭
- 1960년 9월 1일 오쓰 VHF 텔레비전 실험 방송국 개국.
- 1962년 2월 21일 오쓰 UHF 텔레비전 실험 방송국 개국.
- 1964년 라디오 제1방송 지역 방송 개시
- 1966년 3월 1일 오쓰 텔레비전 중계국 개국(UHF 전파로 방송)
- 1966년 7월 1일 오쓰 실험방송국 폐지
- 1970년 FM방송 지역방송 개시(1kW)
- 1971년 종합 텔레비전 지역방송 개시(1kW)
- 1982년 텔레비전 음성다중방송 개시
- 1985년 긴급 경보 방송 개시
- 2001년 오쓰 방송국 개국 60주년
- 2005년 4월 지상 디지털 텔레비전 방송 개시
- 2011년 7월 24일 지상파 아랗로그 텔레비전 방송 종료

## 채널·주파수
- 종합 텔레비전 오쓰본국 26ch(JOQP-DTV)
- 교육 텔레비전 오사카방송국 13ch(JOBB-DTV)
- 라디오 제1방송 히코네(JOQP) 945kHz(1kW)
- FM방송(JOQP-FM)　84.0MHz(1kW)

## 보충서술
- 오쓰 라디오 제1방송국에서는 지역방송을 실시하고 있지만, 콜사인 고지시 오사카 방송국 콜사인을 고지하고 있다.
- 라디오 제2방송국이 없다.(오사카방송국 라디오 제2방송이 시가 지역 방송도 담당하고 있다.)

## 시가현에 있는 다른 텔레비전·라디오 방송국
- 비와호방송(독립 텔레비전 방송국)
- FM시가(JFN 계열)
- KBS 시가(교토 방송의 지국으로 라디오만 방송하고 있고 NRN 계열이며 히코네시에 본사소재.)